# Macintosh LC 575
Le Macintosh LC 575 était essentiellement un Quadra 605 dans un boîtier de LC 520/550. Les modèles LC étant destinés au marché de l'éducation, il fut commercialisé pour le grand public sous les noms de Performa 575, Performa 577 et Performa 578 selon les configurations. La seule différence des modèles Performa par rapport aux LC est qu'ils étaient fournis avec une série de logiciels familiaux.
Le 575 était le premier Macintosh grand public tout-en-un à intégrer un processeur de la famille Motorola 68040, plus puissant que les 68030 même s'il n'intégrait pas de FPU. Il était aussi le premier à offrir un port d'extension comm slot qui pouvait recevoir différentes cartes réseaux ou cartes modem. Le comm slot devint par la suite un standard pour tous les Performa. Il intégrait un lecteur de CD-ROM et un modem 14,4 K.

## Caractéristiques
- processeur : Motorola 68LC040 24/32 bit cadencé à 33 MHz
- bus système 32 bit à 33 MHz
- mémoire morte : 1 Mio
- mémoire vive : 5 Mio (dont 4 Mio soudés à la carte mère), extensible à 36 Mio
- 8 Kio de mémoire cache de niveau 1
- disque dur SCSI de 160, 250 ou 320 Mo
- lecteur de disquette « SuperDrive » 1,44 Mo 3,5"
- lecteur CD-ROM 2x (optionnel sur certaines configurations de LC 575)
- modem interne 14,4 kbit/s (optionnel sur certaines configurations de LC 575)
- écran intégré 14" couleur (Sony Trinitron)
- mémoire vidéo : 512 Kio de type VRAM, extensible à 1 Mio
- résolutions supportées :
  - 640 × 480 en 8 bit (16 bit avec 1 Mio de VRAM)
- slots d'extension:
  - 1 slot LC PDS
  - 1 emplacement comm slot
  - 1 connecteur mémoire SIMM 72 broches (vitesse minimale : 80 ns)
  - 2 connecteurs VRAM
- connectique:
  - 1 port SCSI (DB-25)
  - 2 ports série (Mini Din-8)
  - 1 port ADB
  - sortie audio : stéréo 8 bit
  - entrée audio : mono 8 bit
- microphone mono intégré
- haut-parleur mono intégré
- dimensions : 45,5 × 34,3 × 41,9 cm
- poids : 18,4 kg
- alimentation : 40 W
- systèmes supportés : Système 7.1(Avec Le System Enabler 065 1.1) à 8.1 Et supporte le Systeme 8.6 avec un PowerPC Upgrade